# Гомис, Янник
Янник Артур Гомис (фр. Yannick Arthur Gomis; род. 3 февраля 1992, Дакар) — сенегальский футболист, нападающий лимассольского «Ариса». Выступал в национальной сборной Сенегала.

## Карьера

### «Орлеан»
Начинал свою футбольную карьеру в сенегальском клубе «Олимпик де Нгор». В июле 2015 года перешёл во французский клуб  «Орлеан». Дебютировал за клуб 27 ноября 2015 года в матче против клуба «Шатору», где футболист также отличился своей первой результативной передачей. Закрепился у игрока в основной команде вышло лишь с января 2016 года, однако большинство матчей проводил на скамейке запасных, регулярно выходя на замену. По итогу сезона отличился 2 результативными передачами и стал серебряным призёром Насьоналя. 
Перед новым сезоном продлил контракт с клубом. Свой дебютный матч в Лиге 2 сыграл 27 июля 2016 года против «Гавра». Затем большую часть сезона пропустил, изредка попадаю в заявку основной команды. Свой дебютный гол за клуб забил 7 февраля 2017 года в матче против клуба «Лаваль». Вскоре с марта 2017 года стал получать игровую практику, закрепившись в стартовом составе клуба. В матче 28 апреля 2017 года против клуба «Ред Стар» забил свой первый хет-трик. По окончании сезона вместе с клубом отправился в стыковые матчи, где в результате 2 встреч был побеждён «Париж», а сам игрок с клубом сохранили прописку в Лиге 2.
Летом 2017 года футболист готовился к сезону уже как игрок основного состава. В первом же матче сезона 28 июля 2017 года против клуба «Нанси» футболист отличился сначала результативной передачей, а затем ещё забил и свой первый гол. В матче 12 декабря 2017 года против клуба «Газелек» отличился дублем из результативных передач. В период с марта 2018 года начал свою голевую серию за клуб. В матче 24 апреля 2018 года против клуба «Бур-ан-Бресс — Перонна» отличился по дублю из результативных передач и забитых голов. По итогу сезона отличился 12 голами и 5 результативными передачами.

### «Ланс»
В июне 2018 года перешёл в «Ланс» за 600 тысяч евро. Дебютировал за клуб 27 июля 2018 года в матче против своего бывшего клуба «Орлеан», также забив свой дебютный гол. Футболист сразу же закрепился в основной команде клуба, став одним из лидеров атаки. За первые 9 матчей за клуб во всех турнирах отличился 5 забитыми голами и результативной передачей. В матче 6 октября 2018 года против клуба «Осер» отличился дублем из результативных передач. В следующем матче 22 октября 2018 года против клуба «Газелек» забил свой первый дубль за клуб. В матче заключительного тура Лиги 2 17 мая 2019 года против «Орлеана» забил свой первый в европейской карьере хет-трик. Вместе с клубом занял 5 место в турнирной таблице и отправился в раунд плей-офф на повышение в классе. В финале по сумме 2 матчей футболист с клубом проиграл клубу «Дижон». Стал лучшим бомбардиром клуба в сезоне, отличившись 17 забитыми голами и 7 результативными передачами.

### «Генгам»
Летом 2019 года начинал сезон с «Лансом». В августе 2019 года футболист перешёл в «Генгам» за 4 миллиона евро. Дебютировал за клуб 31 августа 2019 года в матче против «Лорьяна». Свой дебютный гол за клуб забил 29 сентября 2019 года в матче против клуба «Сошо». В матче 1 ноября 2019 года против клуба «Шамбли» футболист оформил свой первый за клуб дубль. Футболист закрепился в основной команде клуба, однако в своём дебютном сезоне не смог отличился прошлой результативностью, записав на свой счёт лишь 5 забитых гола и 2 результативные передачи. Сам чемпионат завершился уже в марте 2020 года из-за пандемии COVID-19.
Регулярный сезон был возобновлён уже в августе 2020 года. Первый матч в сезоне сыграл 22 августа 2020 года против клуба «Ньор». В следующем матче 29 августа 2020 года против клуба «Нанси» забил первый гол. По ходу сезона оставался одним из ключевых нападающих в клубе, немного подняв свою результативность по сравнению с прошлым сезоном. Всего за клуб в сезоне смог отличился 9 голами и 5 результативными передачами. Однако вместе с клубом оставался середняком чемпионата.
Новый сезон 2021/2022 начал с ничейного матча против «Гавра». В матче 11 сентября 2021 года против «Парижа» вышел на поле с капитанской повязкой и также отличился результативной передачей, благодаря которой смог одержать минимальную победу. Первым в сезоне голом отличился в Кубке Франции 13 ноября 2021 года в матче против клуба «Лифре». Свой первый гол в чемпионате забил 3 декабря 2021 года против клуба «Дижон». По итогу сезона вместе с клубом занял 6 место, не попав в раунд плей-офф на повышение в классе. Сам игрок по окончании сезона покинул клуб.

### «Арис» Лимасол
В июне 2022 года футболист перешёл на правах свободного агента в кипрский клуб «Арис». Дебютировал за клуб в рамках квалификации Лиги конференций УЕФА 21 июля 2022 года в матче против азербайджанского «Нефтчи», также забив свой дебютный гол. В ответной встрече против азербайджанского клуба 28 июля 2022 года соперники оказались сильнее и кипрский клуб вылетел с квалификационных матчей еврокубка. Дебютный матч в чемпионате сыграл 10 сентября 2022 года против клуба АПОЭЛ. Свой первый гол в чемпионате забил 2 октября 2022 года в матче против клуба «Акритас Хлоракас». В матче 15 января 2023 года футболист отличился своим первым дублем против клуба АЕК. По итогу сезона досрочно стал победителем кипрского чемпионата.
В июле 2023 года футболист вместе с клубом отправился на квалификационные матчи Лиги чемпионов УЕФА. Первый матч в рамках еврокубкового турнира сыграл 26 июля 2023 года против белорусского клуба БАТЭ, в котором отличился забитым дублем. В рамках третьего квалификационного раунда футболист вместе с клубом по сумме матчей уступил польскому «Ракуву» и вылетел в раунд плей-офф Лига Европы УЕФА. В августе 2023 года футболист продлил контракт с клубом до конца сезона 2025 года. Вместе с клубом вышел в групповой этап Лиги Европы УЕФА, победив в квалификационном раунде плей-офф словацкий «Слован», в ответном матче 31 августа 2023 года отличившись забитым хет-триком. Первый матч в рамках группового этапа Лиги Европы УЕФА сыграл 21 сентября 2023 года против чешской «Спарты». В матче 4 ноября 2023 года против клуба «Неа Саламина» футболист оформил дубль. По итогу группового этапа Лиги Европы УЕФА футболист вместе с клубом занял итоговое последнее место и завершил своё выступление на еврокубковом турнире.

## Международная карьера
В 2012 году выступал за молодёжную сборную Сенегала до 23 лет. Единственный матч сыграл 17 марта 2012 года в матче против сверстников из Мексики.
В 2013 году получил вызов в национальную сборную Сенегала. Дебютировал за сборную 6 июля 2013 года в рамках квалификационного матча на чемпионат африканских наций против сборной Мавритании, также забив свой дебютный гол.

## Достижения
«Арис» Лимасол
- Чемпион Кипра: 2022/23
- Обладатель Суперкубка Кипра: 2023